# László Szigeti (politik)
László Szigeti, maďarsky Szigeti László, (3. srpna 1957, Moča – 2. února 2022) byl slovenský pedagog a politik maďarské národnosti. V roce 2006 byl od února do června ve funkci ministra školství SR za SMK–MKP ve druhé vládě Mikuláše Dzurindy.

## Biografie
Narodil se v roce 1957 v obci Moča (maďarsky Dunamocs), v okrese Komárno v tehdejším Československu. Absolvoval studium na Přírodovědecké fakultě Univerzity Komenského v Bratislavě, kde v roce 1981 získal diplom v oboru učitel fyzika–matematika–zeměpis. Od téhož roku pracoval jako středoškolský učitel, v letech 1990 až 1995 byl ředitelem gymnázia ve městě Štúrovo. Byl místopředsedou Unie maďarských pedagogů na Slovensku (maďarsky Szlovákiai Magyar Pedagógusok Szövetség). Zemřel v únoru 2022 ve věku 64 let.

### Politická kariéra
V roce 1993 se stal členem Maďarského křesťanskodemokratického hnutí (MKDH), a v jeho barvách byl v parlamentních volbách 1994 zvolen poslancem Národní rady SR, a stal se členem Výboru pro školství a kulturu NR SR. V roce 1998 se stal členem sjednocené Strany maďarské koalice (SMK–MKP), za kterou kandidoval v parlamentních volbách v roce 1998, kdy byl zvolen poslancem NR SR, a stal se státním tajemníkem na Ministerstvu školství SR. V parlamentních volbách 2002 byl znovu zvolen poslancem parlamentu za SMK–MKP. Krátce před koncem volebního období byl po demisi Martina Fronce dne 8. února 2006 jmenován za SMK–MKP do funkce ministra školství SR v tehdy dosluhující druhé vládě Mikuláše Dzurindy (SDKÚ).
Dne 7. března 2011 byl zvolen do komise GECT Ister-Granum (celým názvem Evropské uskupení územní spolupráce Ister-Granum s ručením omezeným).
V roce 2017 byl ve volbách do VÚC zvolen zastupitelem Nitranského samosprávného kraje za SMK–MKP.

## Ocenění
- Maďarsko: Maďarský záslužný kříž (2018)[2]
- Maďarsko: Magyar Művészetért díj (2020, postumus)[6]